# Blue Sunday (film 1921 Lyons)
Blue Sunday è un cortometraggio muto del 1921 diretto da Eddie Lyons e Lee Moran.

## Produzione
Il film fu prodotto dall'Universal Film Manufacturing Company (Jewel).

## Distribuzione
Distribuito dall'Universal Film Manufacturing Company, il film - un cortometraggio di due bobine - uscì nelle sale cinematografiche USA il 25 aprile 1921.